# Mariano Peralta Bauer
Mariano Ezequiel Peralta Bauer (Adrogué, Provincia de Buenos Aires, Argentina; 20 de febrero de 1998) es un futbolista argentino. Juega como delantero y su primer equipo fue San Lorenzo de Almagro. Actualmente milita en Borneo Samarinda de la Liga 1 de Indonesia.

## Trayectoria
Debutó en San Lorenzo de Almagro el 4 de febrero de 2020, en un partido de Superliga Argentina contra Newell's Old Boys. Marcaría su primer gol frente a Estudiantes de La Plata por la Copa de la Liga Profesional 2020.
En la temporada 2022 estuvo cedido a préstamo en Unión de Santa Fe.

## Clubes
- Actualizado al 18 de agosto de 2025

| Club                       | Div.                | Temporada           | Liga | Liga | Copa Nacional | Copa Nacional | Copa Internacional | Copa Internacional | Total | Total |
| Club                       | Div.                | Temporada           | PJ   | G    | PJ            | G             | PJ                 | G                  | PJ    | G     |
| -------------------------- | ------------------- | ------------------- | ---- | ---- | ------------- | ------------- | ------------------ | ------------------ | ----- | ----- |
| San Lorenzo Argentina      | 1.ª                 | 2019/20             | 2    | 0    | 0             | 0             | -                  | -                  | 2     | 0     |
| San Lorenzo Argentina      | 1.ª                 | 2020                | -    | -    | 10            | 2             | -                  | -                  | 10    | 2     |
| San Lorenzo Argentina      | 1.ª                 | 2021                | 10   | 0    | 3             | 0             | 2                  | 0                  | 15    | 0     |
| San Lorenzo Argentina      | 1.ª                 | 2023                | 1    | 0    | 0             | 0             | 0                  | 0                  | 0     | 0     |
| San Lorenzo Argentina      | Total               | Total               | 13   | 0    | 13            | 2             | 2                  | 0                  | 28    | 2     |
| Unión Argentina            | 1.ª                 | 2022                | 19   | 1    | 14            | 1             | 7                  | 1                  | 40    | 3     |
| Unión Argentina            | Total               | Total               | 19   | 1    | 14            | 1             | 7                  | 1                  | 40    | 3     |
| Cerro · Uruguay            | 1.ª                 | 2023                | 12   | 2    | 0             | 0             | -                  | -                  | 12    | 2     |
| Cerro · Uruguay            | 1.ª                 | 2024                | 21   | 1    | 2             | 0             | -                  | -                  | 23    | 1     |
| Cerro · Uruguay            | Total               | Total               | 33   | 3    | 2             | 0             | -                  | -                  | 35    | 3     |
| Borneo Samarinda Indonesia | 1.ª                 | 2024/25             | 33   | 9    | -             | -             | 2                  | 1                  | 35    | 10    |
| Borneo Samarinda Indonesia | 1.ª                 | 2025/26             | 2    | 2    | -             | -             | -                  | -                  | 2     | 2     |
| Borneo Samarinda Indonesia | Total               | Total               | 35   | 11   | -             | -             | 2                  | 1                  | 37    | 12    |
| Total en su carrera        | Total en su carrera | Total en su carrera | 100  | 15   | 29            | 3             | 11                 | 2                  | 140   | 20    |